# جین گولدمن
جین گولدمن (انگلیسی: Jane Goldman؛ زادهٔ ۱۱ ژوئن ۱۹۷۰) فیلم‌نامه‌نویس، نویسنده و تهیه‌کننده بریتانیایی است. وی از سال ۱۹۹۳ میلادی تا کنون مشغول فعالیت بوده‌است.
از فیلم های وی می توان به ربکا،محفل طلایی،خانه د.وشیزه پرگرین،سرویس مخفی و گوشمالی1 اشاره کرد.